# 入間基地
入間基地（日语：／ Iruma Kichi */?）是日本航空自衛隊規模最大的基地，位在東京西北方約40公里處，座落於埼玉縣的狹山市和入間市交界，基地內共駐有4,300名自衛隊員、18支部隊。
本基地在第二次世界大戰及冷戰時期是日本帝國陸軍飛行戰隊和美國空軍的飛行場，並曾命名為強森基地（英語：Johnson Air Base），改為自衛隊設施後，日本中樞地域，包含東京、名古屋、大阪三大都市圈在內的防空勤務即交由此基地內的中部航空方面隊負責。
入間基地也是重要的空運和補給據點，每年的人員、物資輸運量在航空自衛隊各基地中居於首位。自1962年起，入間基地亦開始在11月舉辦一年一度的「入間航空節」（航空祭），吸引數十萬人參與。

## 位置與機能

航空自衛隊各方面隊轄區，入間為中部空域指揮基地。

入間基地所處地點為埼玉縣的「狹山市稻荷山二丁目3番地」，內部的跑道長約2,000公尺、寬45公尺，總佔地面積約2.92平方公里，當中的2.73平方公里、即高達九成的用地位在狹山市境內，剩下不到一成的用地則屬於入間市的範圍。狹山市中心位於基地跑道區的東側，基地西邊則緊鄰著入間市中心，正門也面向此側，基地南方為狹山丘陵，入間川則從基地北邊流過。距離最近的鐵路車站為基地西側的西武池袋線稻荷山公園站，其次是東北側的西武新宿線狹山市站，由此搭乘列車前往東京都中心，為時需約40至50分。
入間基地正位於日本首都圈內，基地中配屬了多個航空部隊司令部，並主掌著全日本範圍最廣大的防空空域，包含了本州中部諸縣及中國、四國兩地的東部縣份，其內的大型都市帶不僅有關東地區，尚有名古屋周邊的中京都市圈及京阪神都市圈，是全國的政治、經濟樞紐地區所在。基地本身的地面防空機能則是自1964年成立高射砲部隊（防空砲兵兼導彈兵）後便獲得落實，營區內配備有愛國者等類型的地對空飛彈，以及用於強化空防的自動警戒管制系統，防禦範圍可以涵蓋整個首都圈，為守衛東京的重要力量。
除了防空以外，入間基地亦發揮了軍事空運和補給要地的功能，建有作為全國空運網中樞所需的設施。基地內所駐的軍用機共有50多架，當中以運輸機為主，沒有戰鬥機。基地一年度的空運人員人次共有85,000人、物資空運流量則是每年2,500噸，為整個航空自衛隊之冠。此外，航空自衛隊部署在日本各地的空中救難部隊也都以入間作為司令部，以及在航空機出動至天災、空難現場進行救急活動時的重要支援基地。自從入間基地創設以後，已經進行過數次災害派遣和海外派遣。

## 歷史

### 舊日軍、美軍使用時期

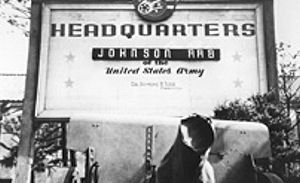
美軍進駐日本時期，曾將入間基地稱作強森基地，圖為1946年時的強森基地正門。

入間基地最早是由日本帝國陸軍的飛行戰隊所修築的，1938年12月建造完成後，作為陸軍航空士官學校的豐岡分校。當昭和天皇在1941年親訪航空官校、出席學員畢業典禮時，將此飛行場賜名為「修武台」:p87。
第二次世界大戰結束後，日本邁入盟軍佔領時期，美國空軍的前身組織——美國陸軍航空軍進駐修武台飛行場，並稱之為入間川基地（Irumagawa Air Base），美國第五航空隊也在1945年9月25日時將其指揮部從沖繩的本部飛行場遷到此基地，直駐至1946年1月13日才移往東京。在此期間，第49戰機大隊的中校大隊長傑勞德·強森（Gerald A. Johnson）在一次駕機出勤時，於東京灣上空遇難而殉職。美方為了紀念他，而在1946年2月25日將入間川基地更名為強森基地。

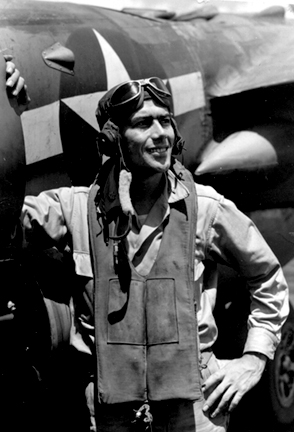
傑勞德·強森中校（Gerald R. Johnson），強森基地的命名來源。

韓戰時期的強森基地是美國空軍多個單位的出動地。1950年12月，美國為了解決日本在第五航空隊移駐韓國漢城（今首爾）之後的空域防衛問題，而新創了第314航空師，下轄三個聯隊分擔日本北部、中部及南部（西部）的防空，強森基地因而成了日本中部的空防據地，由314師的6014作戰聯隊（6014th Operation Wing）駐紮在此:p87-88。1952年3月後，隨著原314航空師的任務由美軍於名古屋飛行場成立的「日本防衛空軍」（Japan Air Defense Force；）取代:p41，美軍也將三個聯隊換為三個航空師，當中由第41航空師入駐強森基地、接下6014聯隊的勤務，繼續擔綱中日本的防空。另外兩個美軍航空師則分別部署到北日本的三澤基地和西南日本的春日基地:p87-88。
除了第五航空隊和314師外，韓戰期間駐在強森基地的美國空軍單位還包括第3戰術戰鬥機聯隊（1950年4月1日－8月14日）:p10、第4戰術戰鬥機聯隊（1950年5月15日－7月1日）:p13。大隊級的單位則有第3轟炸機大隊（1950年5月15日－7月1日）:p31、第35戰鬥機大隊（1951年5月25日－1954年8月14日）:p90、第4戰鬥機大隊（1950年12月－1951年3月）:p36等。此外，於韓戰中替韓、日拍攝了多張重要空照的第71偵察大隊也曾於1947年4月15日到10月31日間派駐在強森基地:p138-139。

### 自衛隊使用時期

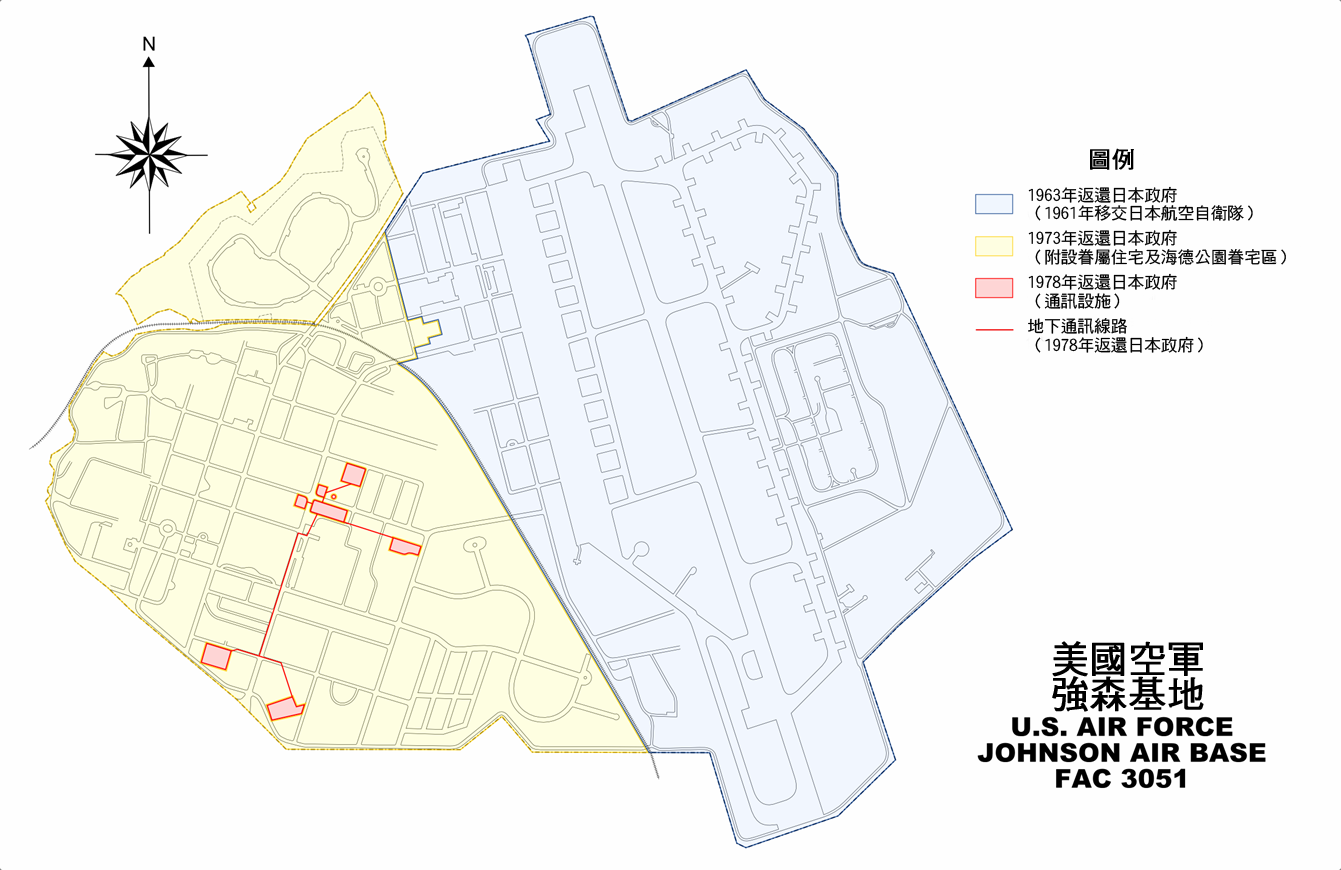
入間基地／強森基地平面圖
東側飛行場區（1961年簽署日美共用協定、1963年返還）
西側附設住宅區（1973年返還日方）
通信設施（1978年返還日方）

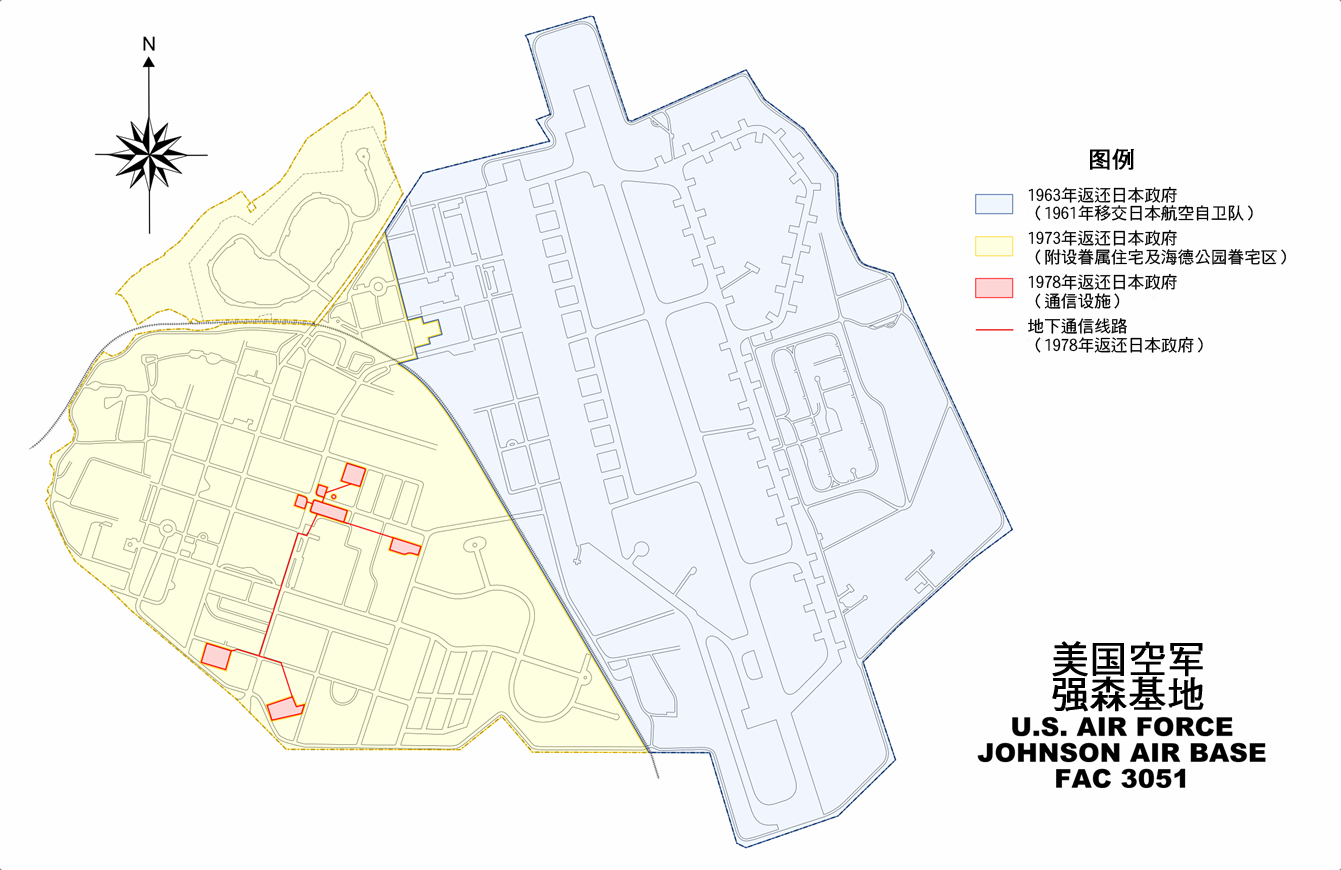
入间基地／强森基地平面图
东侧飞行场区（1961年签署日美共用协定、1963年返还）
西侧附设住宅区（1973年返还日方）
通信设施（1978年返还日方）

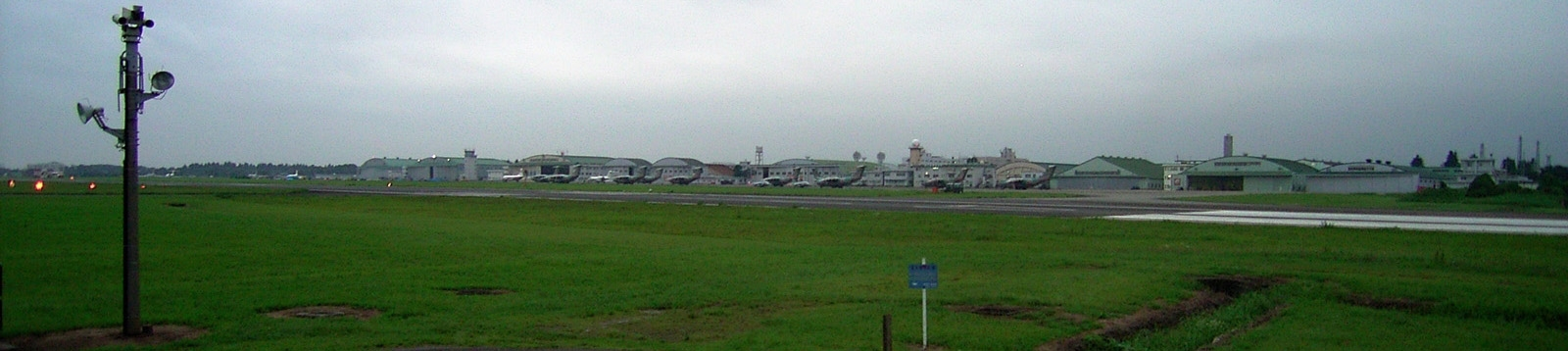
入間基地的跑道區，攝於2007年

1954年7月，日本透過《防衛廳設置法》和《自衛隊法》的公布而創設了航空自衛隊，並在美軍強森基地編組東部訓練航空警戒隊（通稱9003部隊）:p89。當時，新建的航空自衛隊為了和美國空軍防守日本北、中、南的三個航空師完成交接，而計畫成立與之呼應的三支部隊，當中同美軍41航空師對接的即為中部航空方面隊:p88。1958年8月，組建完成的中部航空方面隊將司令部設在強森基地，並於1959年新設管制隊和氣象隊。自衛隊從這時開始，準備一面與美軍共用該基地、一面逐步進行分階性的移交。
1960年12月，入間的基地跑道設施由美方交返給自衛隊，美軍第41航空師和第3聯隊也開始將其下的B-57轟炸機和F-102戰鬥機移往橫田空軍基地。1961年6月，雙方正式締結了《入間基地日美共同使用協定》，自衛隊也在1962年開始掌管飛行場的管制業務、成立第3補給處，並於1963年11月時從美軍手中接下整個飛行場區的管理運用。1964年，第1高射群於入間組建，展開了自衛隊在該基地的防空業務。1973年6月28日，美國空軍解散了大部分駐在入間的支援部隊，而基地內的大部分設施也都移予自衛隊一方，僅保留電訊中心、電話交換機、發電站和天線等設施供美國空軍利用。1978年9月時，入間基地完全回歸給自衛隊。

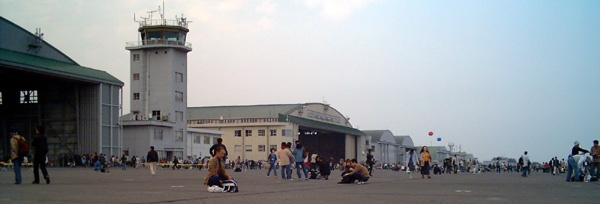
入間基地的管制塔和機庫，2006年

1980年代，入間基地外部區域作為首都圈外郊，面臨著人口遽增和公共設施需求等問題。為了善加規劃基地周邊用地，財務省的國有財產中央審議會於1980年代針對土地利用計畫進行了決議，《強森飛行場住宅區返還國有地之處置大綱》（ジョンソン飛行場住宅地区返還国有地の処置の大綱）也在1981年制定。1984年10月，原屬防衛廳行政財產的基地西側住宅區舊址完成了管理和管轄變更，該塊地皮在後來不僅增設了中小學、圖書館等文教設施，埼玉縣政府還透過基地舊址的綠化而闢建了兩座縣營公園，分別是1998年4月開園的彩之森入間公園和2002年4月開園的狹山稻荷山公園。
1990年代之後的入間基地內部亦進行了幾次器材和設施更新。1992年，第1高射群的第4高射隊引入了愛國者飛彈設備，航空醫學實驗隊也在1999年時完成了加速度訓練裝置3號機的安裝。2007年3月30日，愛國者3型飛彈（PAC-3）的裝備移進入間，使其成為全日本第一座部署有此款飛彈的自衛隊基地。另一方面，基地上用於保存舊日軍和航空自衛隊史料的「修武台紀念館」也由於建物老舊，而在此前的2005年12月時閉館進行翻修，2012年3月1日重新開放，供自衛隊員當作教育講堂使用。
入間基地成立後，共數次為了賑災而出動部隊，包括了1985年日航空難、1995年阪神大地震、2004年新潟縣中越地震和2007年新潟縣中越海上地震，國外行動則有2004年的自衛隊伊拉克復興支援群人員派遣，以及2005年的自衛隊派赴印尼救災。2011年東日本大震災發生之際，入間基地也組織了緊急運輸部隊和災害特遣隊北上，從事人命救助、物資運送和復救支援，並在美軍加入賑災時與其進行合作。

## 派駐單位

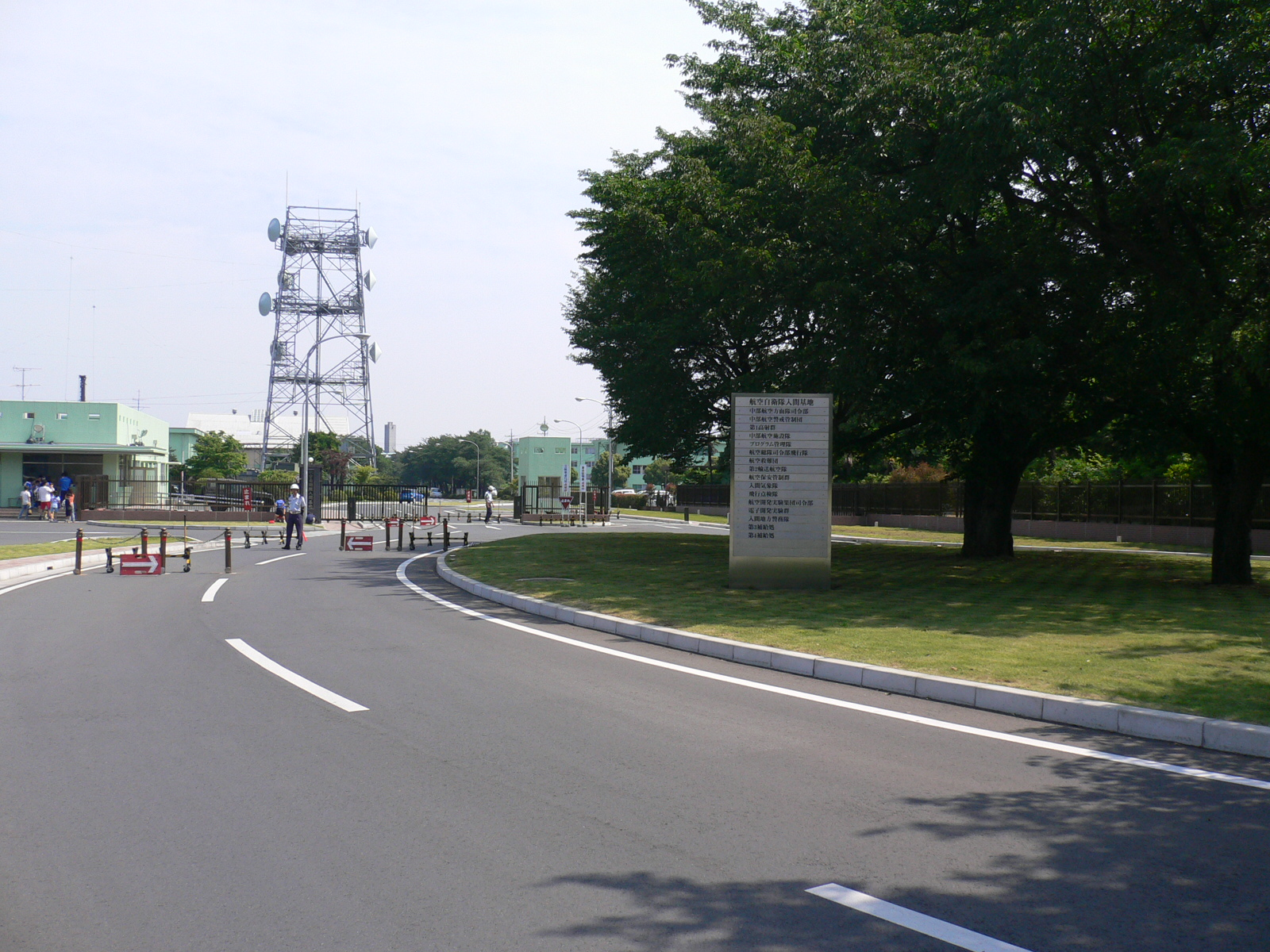
入間基地正門，路邊的牌子上列出了基地內的派駐部隊

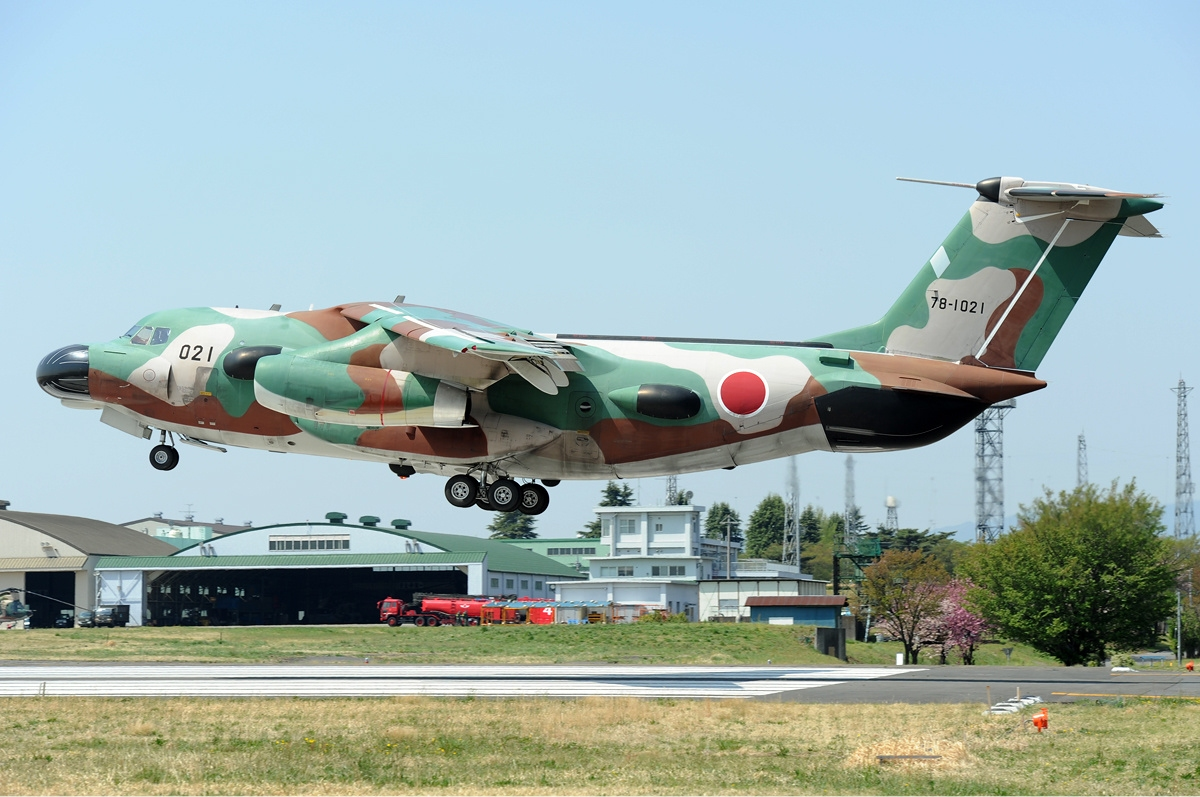
入間基地上空的EC-1電戰訓練機

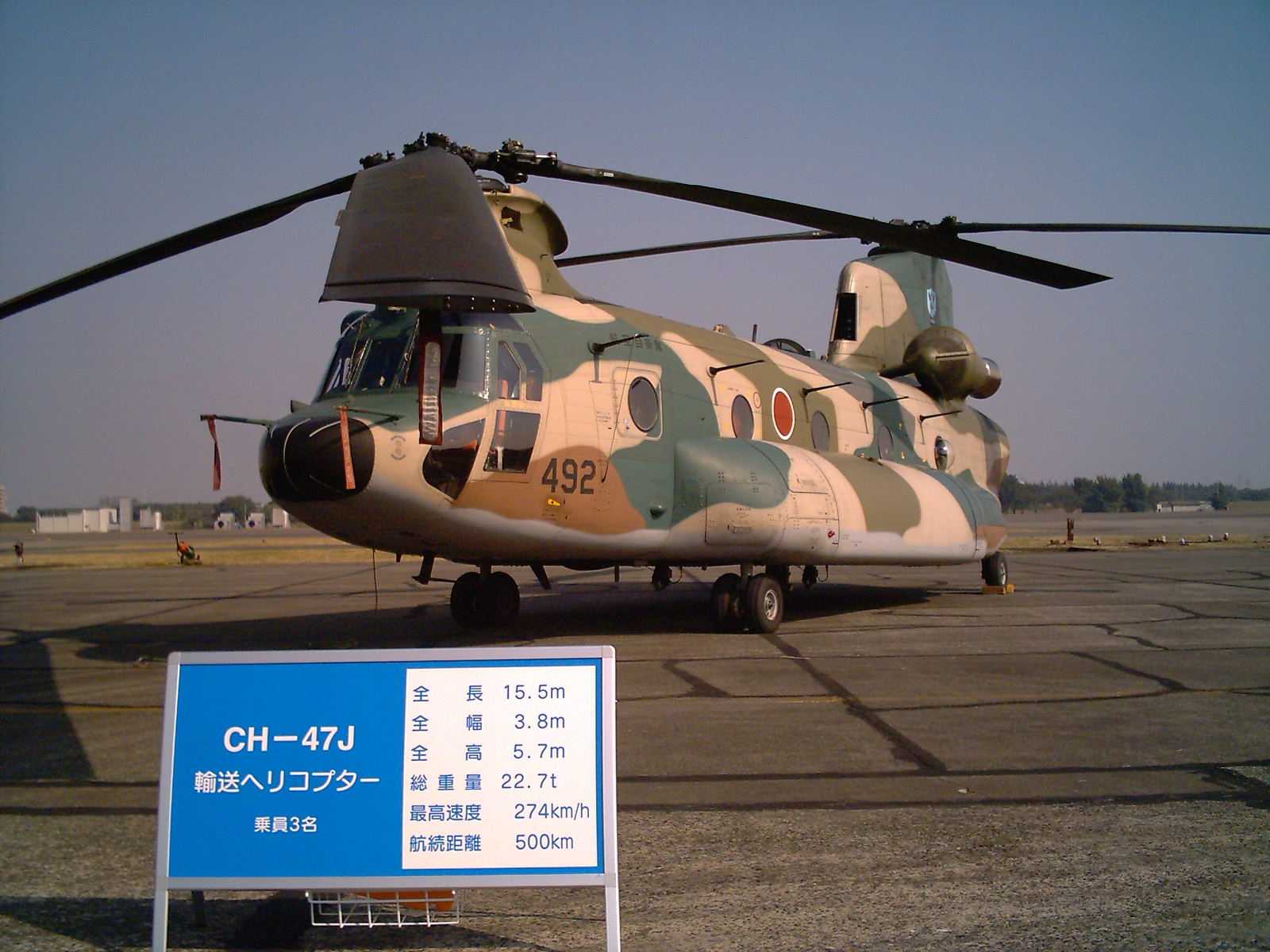
入間基地內展出的CH-47J直升機

派在入間基地的部隊共有18支，包括6個作戰部隊、5個作戰支援部隊、2個作為後方支援機關的補給處、2個研究開發部隊和3個負責其他勤務的部隊。當中最主要的單位為中部航空方面隊（簡稱中空）司令部，日本中部防衛區內的所有戰鬥機部隊、警戒管制部隊和高射部隊均由其指揮。基地內除了中空司令部所屬單位外，尚有航空救難團司令部、第1高射群本部、飛行點檢隊和作戰系統管理群（作戦システム管理群）。
中部航空方面隊下轄的中部航空警戒管制團是入間基地的管理兼機能維持單位，其主要任務是日本中部空防區的警戒監視和截擊管制，與基地事務相關的職責，則有支援駐場部隊勤務、提供駐場人員各類技能資格取得的教育，以及對外宣傳、公關活動。同樣駐在入間的飛行點檢隊負責檢查陸、海、空三大自衛隊部門設在日本全國的飛行設施和航空保安無線設施，作戰系統管理群的業務則是改善、維護日本防空系統的軟體設備。除了飛行點檢隊外，在入間基地直接運用航空器的部隊還有中空方面隊的司令部支援飛行隊、第2運輸航空隊和隸屬於航空救難團的入間直升機空運隊（入間ヘリコプター空輸隊）。
以下列出入間基地內的主要部隊：
中部航空方面隊所屬部隊
- 中部航空方面隊司令部
- 中部航空警戒管制團（日语：中部航空警戒管制団）
- 第1高射群（日语：第1高射群）本部
- 中空司令部支援飛行隊：配有T-4教練機、U-4多用途支援機（英语：Gulfstream IV）[23]。
- 中部航空設施隊（日语：中部航空施設隊）

航空總隊其他單位所屬部隊
- 航空救難團（日语：航空救難団）（航空總隊直轄）：配有CH-47J直升機[5]。
- 作戰系統管理群（屬於航空總隊的作戰系統運用隊（日语：作戦システム運用隊））
- 電子作戰群（屬於航空總隊的航空戰術教導團（日语：航空戦術教導団））

防衛大臣直轄部隊
- 入間地方警務隊（航空警務隊（日语：警務官）；憲兵單位）

航空支援集團所屬部隊
- 第2運輸航空隊（日语：第2輸送航空隊）：配有C-1運輸機及U-4多用途支援機[5]。
- 飛行管理隊（日语：飛行管理隊）（屬於航空保安管制群（日语：航空保安管制群））
- 入間管制隊（屬於航空保安管制群）
- 入間氣象隊（屬於航空氣象群（日语：航空気象群））
- 飛行點檢隊（日语：飛行点検隊）：配有YS-11及U-125（日语：U-125 (航空機)）點檢機[5]。

航空開發實驗集團所屬部隊
- 計測支援隊
- 航空醫學實驗隊

補給本部所屬部隊
- 第3補給處（日语：航空自衛隊第3補給処）
- 第4補給處（日语：航空自衛隊第4補給処）

## 對外開放及活動

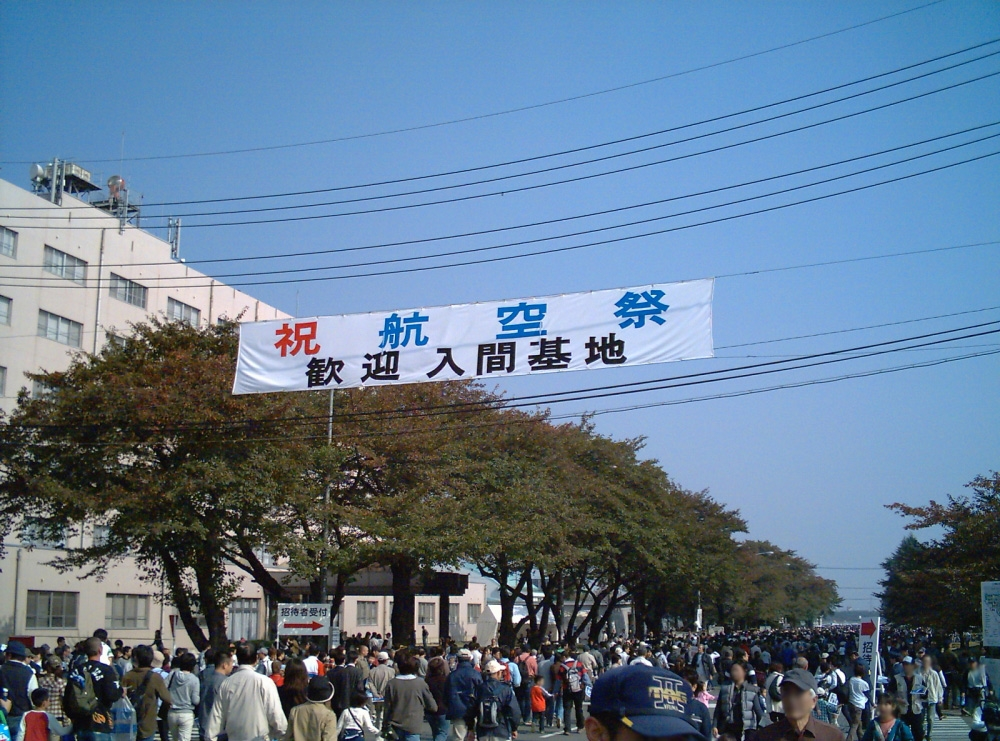
2006年航空節期間的入間基地

入間基地為了展示航空自衛隊用機、兵器和飛行表演，而會開放基地數天，供公眾參觀，當中最主要的展覽是「入間航空節」。首屆航空節於1962年11月18日開辦，參加者約3萬人，1964年，入間基地將舉辦日改到比較容易放晴的11月3日。之後的歷屆入場人次亦受天候影響，在晴日時往往有20萬人左右。入間航空節曾在1971年、1988年及2001年三度停辦，分別是因為1971年時全日空58號班機空難，以及1988年時昭和天皇罹患癌症，2001年的取消緣由則是自衛隊為了因應九一一事件、提高了所有基地的警戒級別。

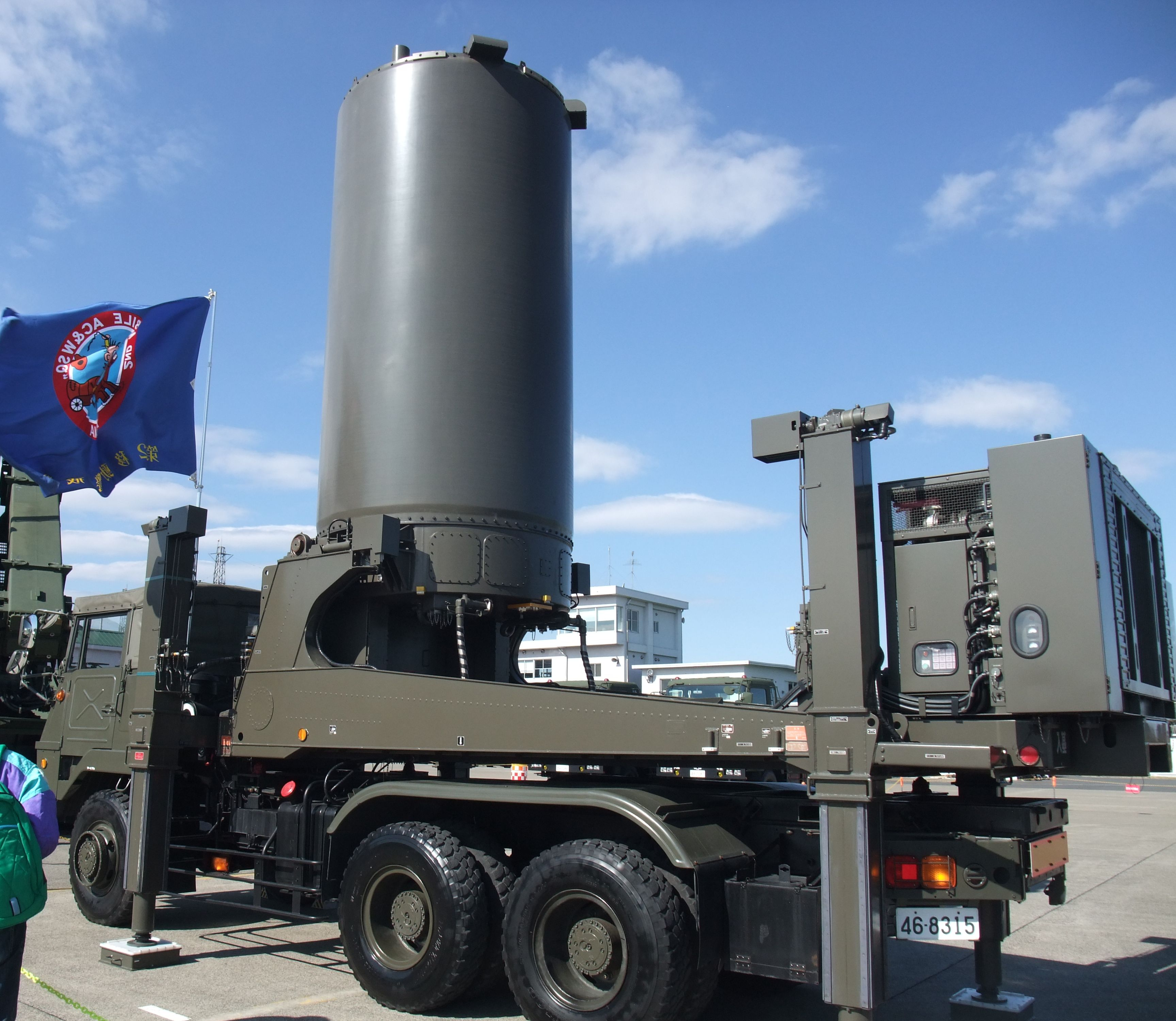
2012年航空節期間展示的入間基地J/TPS-102雷達

入間航空節中的重點展出項目「藍色衝擊波飛行表演」是於1996年（第29屆）航空節時首次在入間登場。負責這項演示的藍色衝擊波飛行隊隸屬於松島基地之第4航空團，先後使用F-86軍刀戰鬥機、T-2教練機和T-4教練機作為表演機種。1982年2月8日，當藍色衝擊波飛行隊引入T-2機時，也是在本基地替舊批的軍刀機進行退役儀式。2005年起，入間航空節中又正式加入了「跑道散步」（ランウェイウォーク）的活動項目，開放入場民眾走入跑道區。
除了航空節外，入間也曾為「東京航空宇宙展」（東京航空宇宙ショー）的展場，於1966年開始舉行，當第2屆航宇展在1968年與第7屆入間航空節同日展開時，創下了80萬名訪客進入基地的紀錄。1971年，第3屆東京航空宇宙展正式更名為國際航空宇宙展，會場也改至名古屋附近的小牧基地，1973、1976和1979年（第4至第6屆）時又回到入間基地主辦，但之後隨著該展的規模越來越大，與入間航空節同步實施也因此變更加困難，因此自第7屆航宇展（1983年）選擇岐阜基地作為展場後，都不再挑在入間召開。

## 外部連結
- 航空自衛隊入間基地ホームページ （页面存档备份，存于）
- 航空自衛隊入間基地(Official)(@jasdf_iruma) - （页面存档备份，存于） Twitter
- 入間修武太鼓 （页面存档备份，存于）（@syubudaiko）- Twitter(駐屯地所属の自衛太鼓)